# Daptolestes nicholsoni
Daptolestes nicholsoni là một loài ruồi trong họ Asilidae. Daptolestes nicholsoni được Hull miêu tả năm 1962. Loài này phân bố ở miền Australasia.